# Eragrostis leptophylla
Eragrostis leptophylla är en gräsart som beskrevs av Albert Spear Hitchcock. Eragrostis leptophylla ingår i släktet kärleksgrässläktet, och familjen gräs.
Artens utbredningsområde är Hawaii. Inga underarter finns listade i Catalogue of Life.